# Saint-Brice, Gironde
Saint-Brice är en kommun i departementet Gironde i regionen Nouvelle-Aquitaine i sydvästra Frankrike. Kommunen ligger i kantonen Sauveterre-de-Guyenne som tillhör arrondissementet Langon. År 2022 hade Saint-Brice 314 invånare.

## Befolkningsutveckling
Antalet invånare i kommunen Saint-Brice
Referens:INSEE